# Monaco op het Eurovisiesongfestival 1967
Monaco nam deel aan het Eurovisiesongfestival 1967, gehouden in Wenen, Oostenrijk. Het was de negende deelname van het land aan het Eurovisiesongfestival.

## Resultaat
Monaco werd vertegenwoordigd door de Franse zangeres Minouche Barelli, die door de Monegaskische omroep TMC intern was gekozen. Haar lied Boum badaboum werd gecomponeerd door Serge Gainsbourg en geschreven door Michel Colombier. Haar vader, Aimé Barelli, dirigeerde het orkest tijdens het optreden van zijn dochter. De inzending kreeg 10 punten en daarmee eindigde Monaco op de vijfde plaats.
In 1980 deed Barelli mee aan de Franse voorronde voor het Eurovisiesongfestival, maar werd niet gekozen.
1959 · 1960 · 1961 · 1962 · 1963 · 1964 · 1965 · 1966 · 1967 · 1968 · 1969 · 1970 · 1971 · 1972 · 1973 · 1974 · 1975 · 1976 · 1977 · 1978 · 1979 · 1980-2003 · 2004 · 2005 · 2006 · 2007-2025